# 相沢知
相沢 知（あいざわ とも、1979年1月22日 - ）は、日本で1990年代半ばに放送されたTBSラジオ『シンデレラドリーム ミッドナイト☆パーティー』のパーソナリティ。本名、上原 悦子（当時）。
東京都出身。
高校1年生だった1994年9月に当時落成したばかりのTBS新放送センター（通称ビッグハット）でTBSラジオ主催の第2回シンデレラドリームオーディションに合格。10月から同局の深夜番組『シンデレラドリーム ミッドナイト☆パーティー』（以下ミッドナイト☆パーティーと略す）でデビューした。最初はレギュラーメンバーには加わなかったものの、毎月行われる定期イベントに参加した。11月に行われたイベント第1回の「松宮麻衣子TOMATOスタジオ」では芹川ゆかりや平塚優子ら同じ第2回オーディションに合格した2期生シンデレラと一緒にゲスト参加した。
しかし1995年4月の番組改編で同じ2期生仲間の芹川ゆかりや1学年下の中上千鶴がレギュラー起用されたのに対し自身にはなく、唯一レギュラーのないシンデレラとなり、ついに“ミッドナイト☆パーティーの最終兵器”とまで呼ばれるようになった。そして8月29日深夜（30日未明）の放送で、レギュラー担当の平塚優子がモルディブ旅行のためスペシャルパーソナリティとして務めることになった。ミッドナイト☆パーティーではこれと全体の最終回だけだったが、『TV版!ミッドナイト☆パーティー』では女子高生スペシャルなどに数回出演、またミッドナイト終了後の後継番組『ウィークエンドミッドナイト☆パーティー』には「松宮麻衣子のあのねそれはね」のコーナーに数回ゲスト出演している。さらに同年10月28日には大森ベルポートで行われた「ゲームクリエイション'95」にウィークエンド・ミッドナイト☆パーティー代表として、レギュラーパーソナリティの黒住祐子、四元都華咲、坂井美唯子、松宮麻衣子に混じって参加し番組をPRした（相沢自身がその日の放送のゲストだったため）。1996年3月の番組終了を最後に一切姿を見せることはなかった。“ごきげんよう、相沢知です”がおなじみの挨拶だった。

## 活躍実績
- ヤングジャンプ（1994年9月、集英社）
  - 第2回シンデレラドリームオーディションで予選通過者はこの雑誌で掲載。そして彼女を含む5人の合格者発表の時も改めて掲載された。
- シンデレラドリーム ミッドナイト☆パーティー（1994年10月 - 1995年10月、TBSラジオ）
  - 1994年10月 - 1995年9月　定期イベントのみ出演
  - 1994年11月　松宮麻衣子主催イベント「松宮麻衣子TOMATOスタジオ」にゲスト出演
  - 1994年11月 - 1995年9月　「TV版!ミッドナイト☆パーティー」（TBSテレビ）時々出演
  - 1995年8月29日深夜26時 - 27時（30日午前2時 - 3時）　スペシャルメインパーソナリティとして登場
  - 1995年10月6日深夜（7日未明）　ミッドナイト☆パーティー全体の最終回
- ウィークエンド・ミッドナイト☆パーティー（1995年10月 - 1996年3月、TBSラジオ）
  - 「松宮麻衣子のあのね、それはね」に数回ゲスト出演